# Красные Орлы (Московская область)
Красные Орлы (до 1925 — Мантюхино) — деревня в Чеховском районе Московской области, в составе муниципального образования сельское поселение Баранцевское (до 29 ноября 2006 года входила в состав Баранцевского сельского округа), деревня связана автобусным сообщением с райцентром и соседними населёнными пунктами.
Красные Орлы расположены примерно в 17 км (по шоссе) на юг от Чехова, в междуречье безымянных правых притоков реки Лопасни, высота центра деревни над уровнем моря — 179 м. На 2016 год в Красных Орлах зарегистрировано 11 садоводческих товариществ.

## Население
| 2002 | 2006 | 2010 |
| ---- | ---- | ---- |
| 1    | ↗10  | ↗31  |

## Достопримечательности
На территории деревни находятся Часовня Георгия Победоносца, монумент в честь победы в Отечественной войне 1812 года с выгравированными на нём именами солдат родом из близлежащих деревень , а также мемориал павшим в Первой мировой войне. 
- Часовня Георгия Победоносца
- Памятный монумент в деревне Красные Орлы
- Памятный монумент в честь победы в Отечественной войне 1812 года
- Памятный монумент погибшим в первой мировой войне [14]